# Paramorfismo
Il paramorfismo è uno scorretto atteggiamento posturale che causa gravi danni alla morfologia corporea dell'organismo e della colonna vertebrale.

## Tipologie
I paramorfismi di comparsa più comune sono:
- Scoliosi
- Cifosi
- Lordosi
- Piede piatto
- Ginocchio valgo
- Dorso piatto
- Alluce valgo